# Hiroshi Hirano
Hiroshi Hirano (japonès: 平野浩志)  (Japó, 1956) és un dirigent esportiu japonès amb un llarg currículum federatiu dins l'esport del biketrial. D'ençà de 1995 ocupa el càrrec de president de la BIU (després d'haver-ne estat vicepresident des de 1992) i durant tots aquests anys ha promocionat i expandit internacionalment l'esport del biketrial tot propiciant la seva introducció en altres continents, especialment a l'Àsia-Pacífic. Una de les seves fites ha estat promoure i organitzar la prova japonesa puntuable per al Campionat del Món -una de les més reeixides del campionat-, celebrada ininterrompudament a Itadori (Gifu) entre 1992 i 2007.

## Trajectòria esportiva
Antic pilot de trial en motocicleta (el 1980 en fou campió del Japó en categories menors), un cop acabada la seva carrera al món de la moto es passà amb èxit al trialsín. La seva carrera internacional en aquest esport començà el 1988, a l'edat de 31 anys, quan formà part de la selecció japonesa que es desplaçà a Avià, Berguedà, per a participar en la prova inaugural del Campionat del Món d'aquell any. Hirano pilotava una Technic-One belga i competí al costat de Kenichi Kuroyama (Poussin), Yoshihiro Tanaka (Benjami) i Shinya Izaki (Júnior), tots ells dirigits pel delegat japonès Ichiro Kuroyama (pare de Kenichi).
Des d'aleshores, Hirano participà en una quantitat important de proves de biketrial com a pilot, fins que en passar a ocupar càrrecs federatius va deixar la competició. Actualment, la seva filla Yuna també competeix en aquest esport.